# Yusuke Tanaka (14 april 1986)
Yusuke Tanaka (Tokio, 14 april 1986) is een Japans voetballer.

## Carrière
Yusuke Tanaka speelde tussen 2005 en 2010 voor Yokohama F. Marinos. Hij tekende in 2011 bij Kawasaki Frontale.